# Danny McBride (sceneggiatore)
Daniel Flynn McBride (...) è uno sceneggiatore e attore statunitense, noto principalmente come coautore della serie cinematografica Underworld.

## Biografia
Figlio di un agente speciale della Naval Investigative Service e di una pittrice, a causa del lavoro del padre è cresciuto in diverse località tropicali dove sono situate basi navali, come la Florida, Hawaii, Filippine, Panama e molte altre. Negli anni ottanta cerca di sfondare nel mondo della musica, esibendosi nell'area di San Diego con numerose band, dai nomi più svariati Sabotage, American Steel, Copper Head e Dirty Blonde.
Negli anni novanta si trasferisce a Hollywood, dove, messa da parte la musica, inizia ad appassionarsi al cinema. Grazie all'amico stuntman Scott McElroy viene introdotto nel mondo dei film d'azione e assieme fondano il The Scuba Dudes Action Team, che coordina le scene d'azione in varie produzioni cinematografiche. Sotto il nome di Rich DaVico lavora come stuntman in film come U.S. Marshals - Caccia senza tregua e Los Angeles senza meta.
Come attore è apparso, non accreditato, nei film Conflitto d'interessi e Robin Hood: un uomo in calzamaglia.
Nel 2000 incontra il regista di videoclip e spot pubblicitari Len Wiseman, con il quale inizia a sviluppare un progetto cinematografico. Nel 2003, dopo aver sviluppato il soggetto, scrive la sceneggiatura di Underworld che diviene un film diretto da Wiseman. Questo è il primo film di saga cinematografica che prosegue con Underworld: Evolution, Underworld - La ribellione dei Lycans e Underworld - Il risveglio.